# Movila Banului
Movila Banului è un comune della Romania di 2 677 abitanti, ubicato nel distretto di Buzău, nella regione storica della Muntenia.
Il comune è formato dall'unione di 3 villaggi: Cioranca, Limpeziș, Movila Banului.